# Sky & Telescope
Sky & Telescope est un magazine américain mensuel d'astronomie amateur publié à partir de novembre 1941. Son siège se situe à Cambridge dans le Massachusetts.